# Philip Cooney
Philip A. Cooney, né le 16 juillet 1959, est un ancien membre de l'administration des États-Unis sous George W. Bush.
Auparavant il était avocat et membre du groupe de pression (Lobbyist) du American Petroleum Institute.